# Santa Maria de Duesaigües
Santa Maria de Duesaigües és una església de Duesaigües (Baix Camp) protegida com a Bé Cultural d'Interès Local.

## Descripció
Església d'una nau amb capelles laterals comunicades entre elles. La nau està coberta amb volta de canó amb llunetes, les capelles estan amb volta d'aresta. La capçalera té una cúpula.
El portal allindanat, té diversos motius barrocs en relleu. L'edifici està construït en paredat i carreu. Al costat de la façana hi ha un campanar quadrat.

## Història
L'església actual precedeix una de més antiga, documentada el segle xiv.

## Enllaços externs

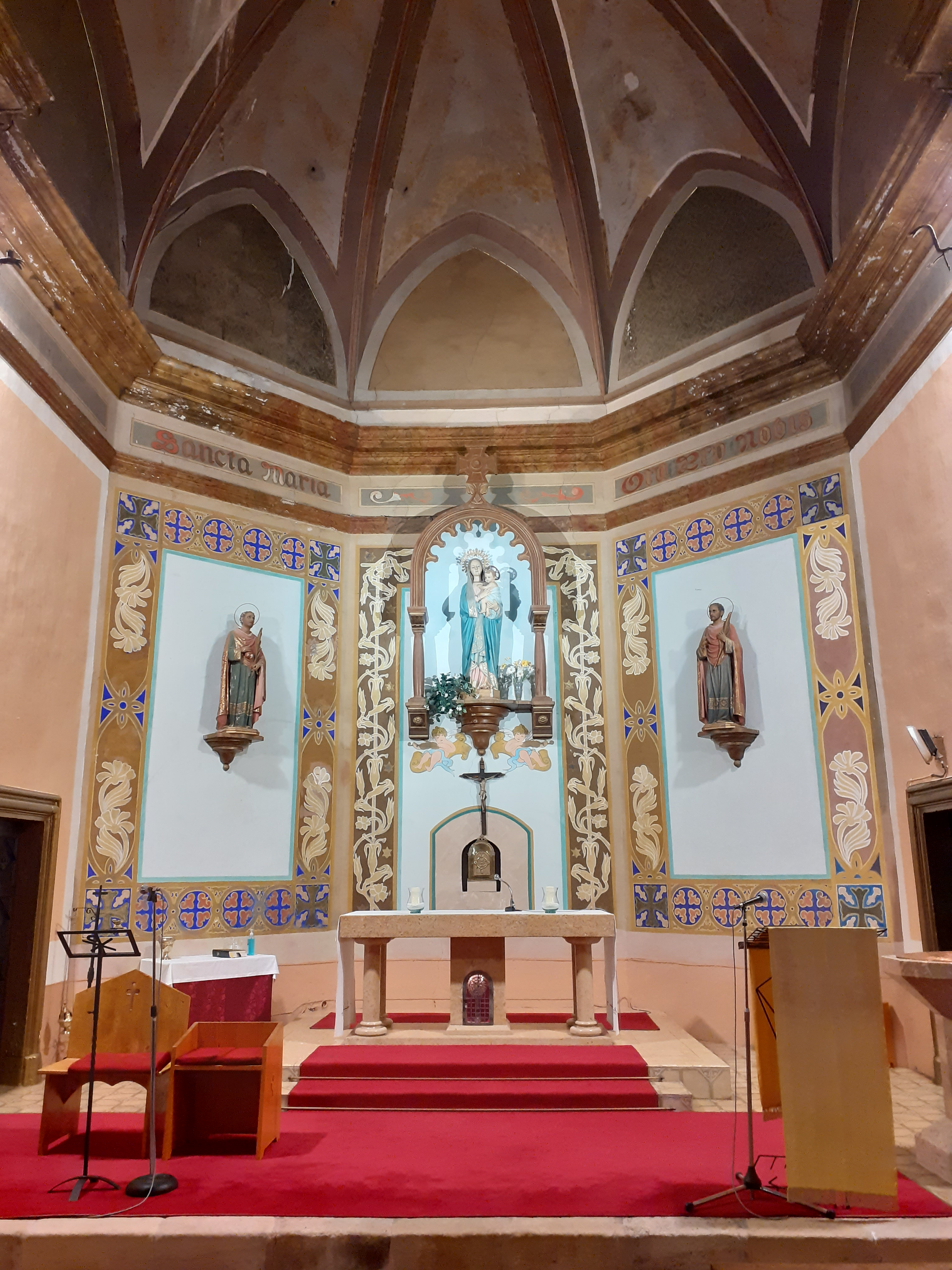
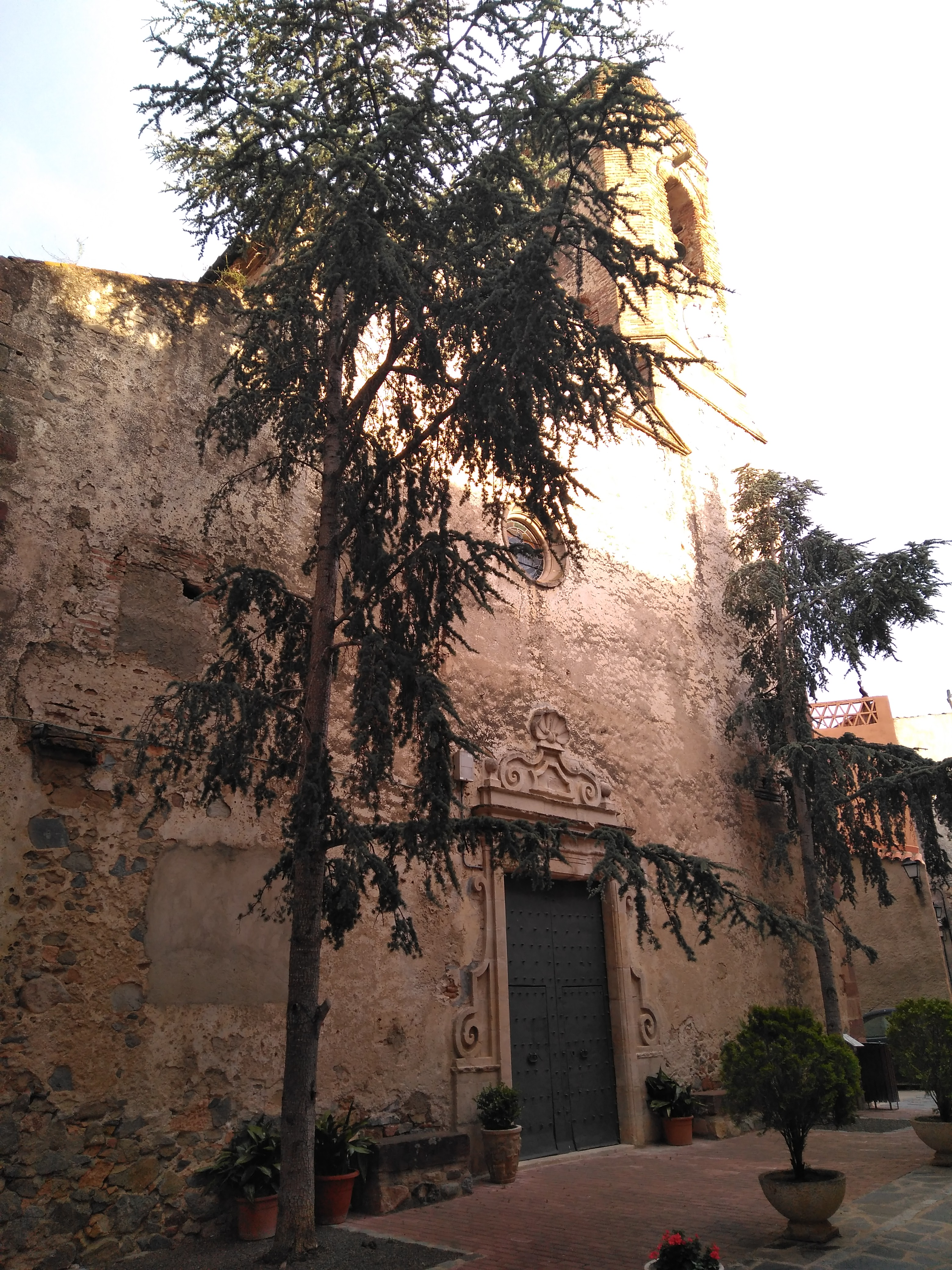
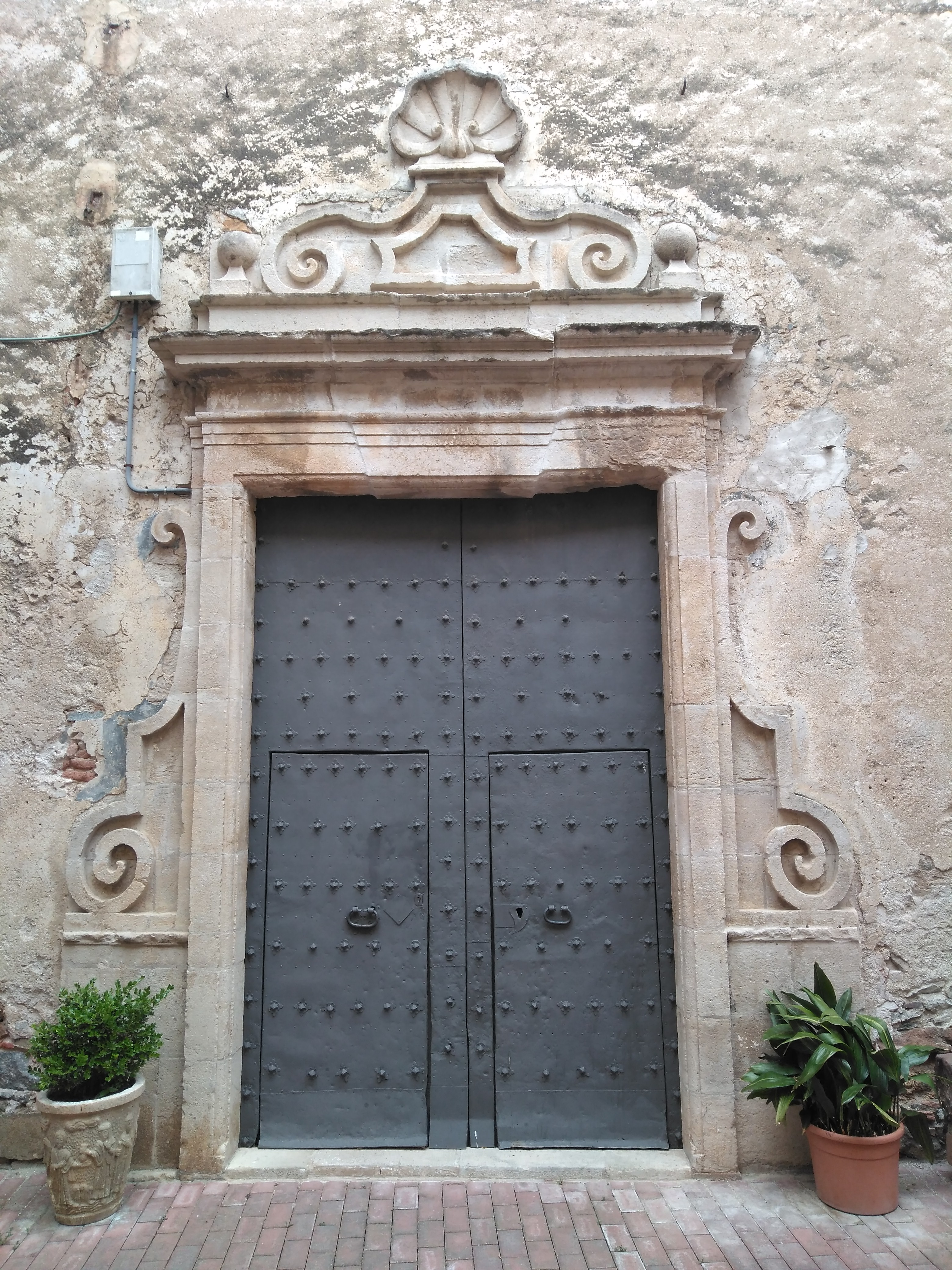